# Gare de Néfiach
La gare de Néfiach est une gare ferroviaire française, fermée, de la ligne de Perpignan à Villefranche - Vernet-les-Bains, située sur le territoire de la commune de Néfiach, dans le département des Pyrénées-Orientales, en région Occitanie.
Elle est mise en service en 1930 par la Compagnie des chemins de fer du Midi et du Canal latéral à la Garonne (Midi).

## Situation ferroviaire
Établie à 119 mètres d'altitude, la gare de Néfiach est située au point kilométrique (PK) 485,695 de la ligne de Perpignan à Villefranche - Vernet-les-Bains, entre les gares ouvertes de Millas et d'Ille-sur-Têt.

## Histoire
Le projet de créer une gare sur le territoire de la commune de Néfiach commence en 1869, avec une proposition faite par le Conseil général qui n'a pas abouti.
Dans les années d'après, de multiples relances sont effectuées par le Conseil général ou la commune de Néfiach ainsi que les communes environnantes jusqu'à aboutir à l'ouverture de la gare par René Manaut, le 31 août 1930,,,,.
La gare possédait au moins 2 voies et 1 quai.

## Patrimoine ferroviaire
En août 2016, les bâtiments de la gare sont toujours présents et reconvertis en habitation.